# Mogyorós (Huszti járás)
Mogyorós (ukránul: Модьорош [Mogyoros]) falu Ukrajnában, Kárpátalján, a Huszti járásban. A település Visk községhez tartozik.

## Fekvése
Visktől 5 km-rel északnyugatra, Verlététől délkeletre fekvő település.

## Története
2020-ig közigazgatásilag Viskhez tartozott Sajánnal, Fenessel és Rákossal együtt. 2020 júniusától Visk község része.